# 塞尔维亚的维谢斯拉夫
维谢斯拉夫 （也拼写为Војислав）是历史上第一位留下姓名的塞尔维亚统治者，10世纪中叶由《帝国行政论》提及。他于约780年统治塞尔维亚。当时的塞尔维亚是一个斯拉夫公国，隶属于東羅馬帝國，东部与保加利亚第一帝国接壤。
他是弗拉斯蒂米羅維奇王朝的祖先，父亲是一位不知名的塞尔维亚王子，后者带领人民来到达尔马提亚，并在拜占庭境内建立了世袭统治。他的继任者是儿子拉多斯拉夫。